# 매켄지 알라젬
매켄지 알라젬(Mackenzie Aladjem, 2001년 9월 11일 ~ )은 미국의 배우이다.

## 출연작
- 2007년 CSI: 마이애미
- 2007년 Passions
- 2010년 너스 재키
- 2010년 올 마이 칠드런
- 2011년 링컨 차를 타는 변호사
- 2011년 워커홀릭스
- 2012년 디스 이즈 40
- 2012년 오브 투 마인즈
- 2013년 그레이 아나토미